# براونزفیلد میل

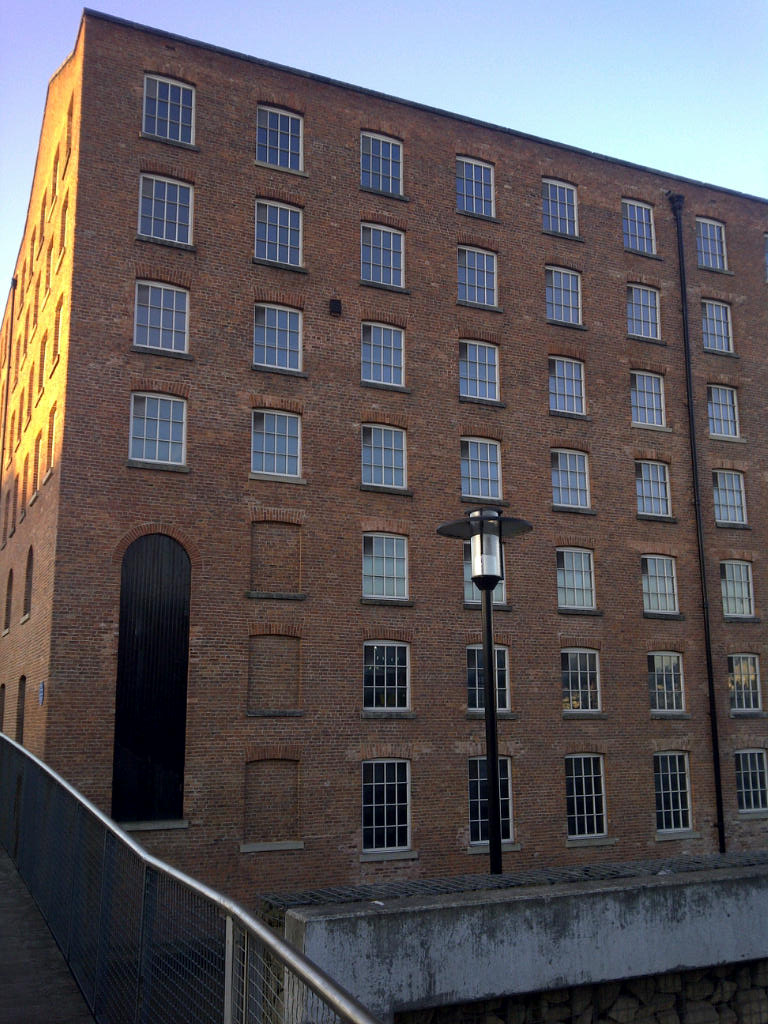
براونزفیلد میل

براونزفیلد میل (به انگلیسی: Brownsfield Mill) یک ساختمان ساخته شده در سال ۱۸۲۵ است که در خیابان گریت انکوتس در منچستر انگلستان واقع شده است. این ساختمان در اصل یک کارخانه بوده است. این ساختمان یک بنای فهرست شدهٔ درجه دو است. این ساختمان در اوائل سدهٔ بیستم محل کارخانهٔ هواپیماسازی آورو بود.